# Старий Мохнач

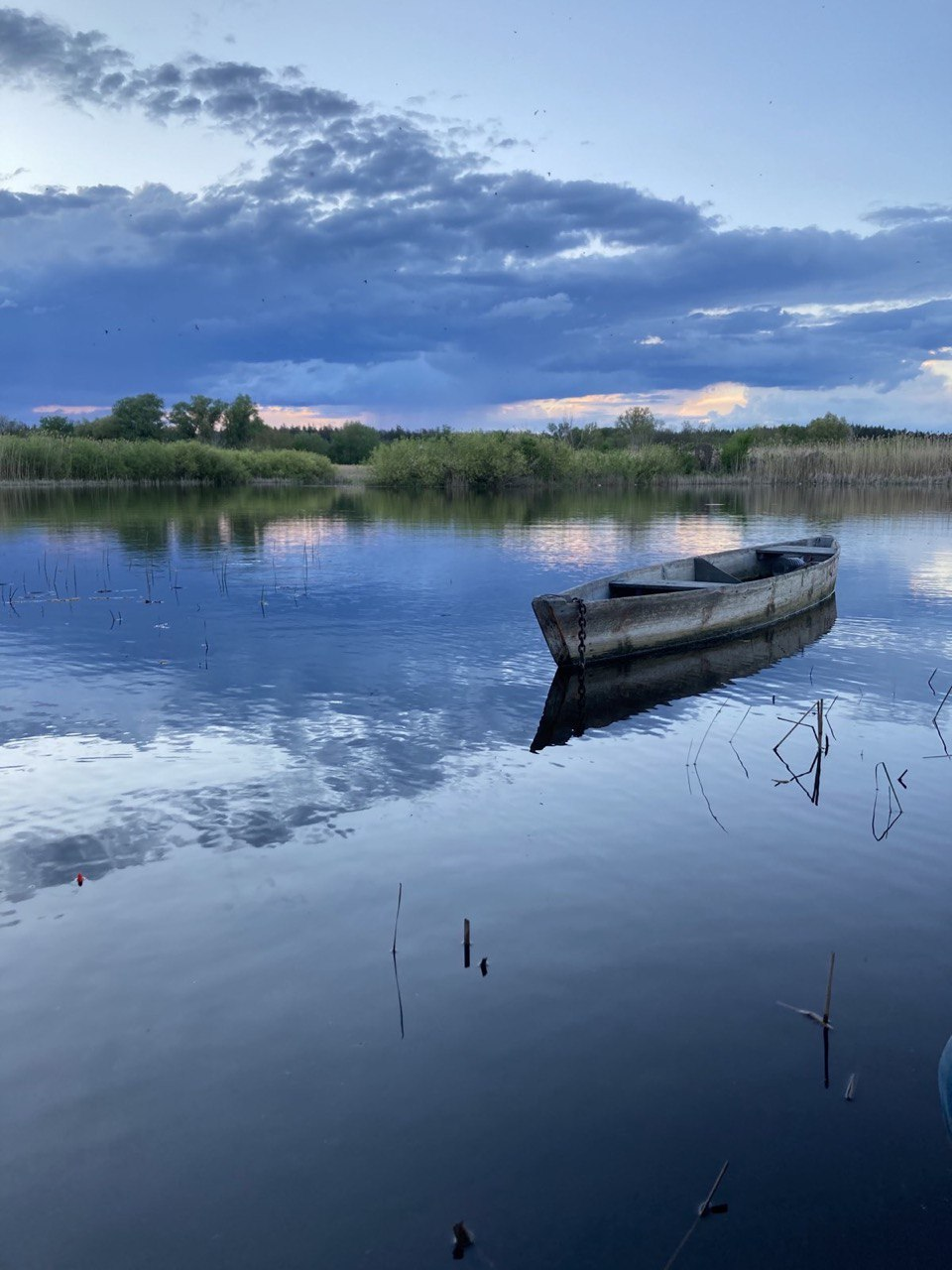
Човен на Сулі

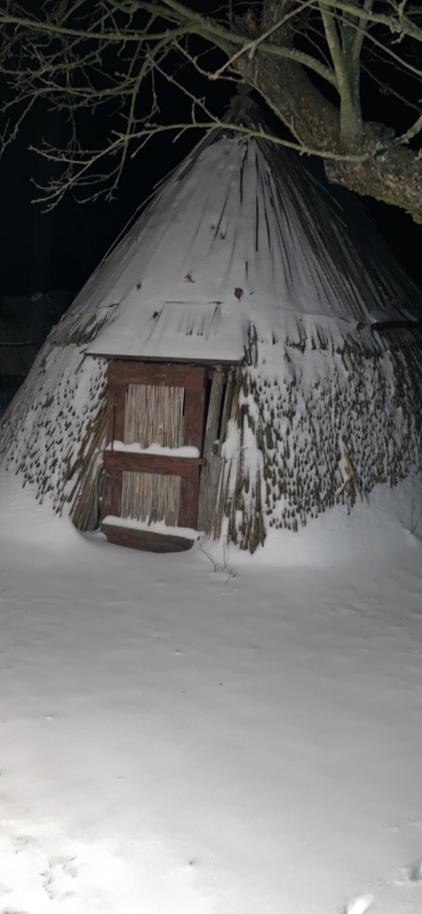
Клуня

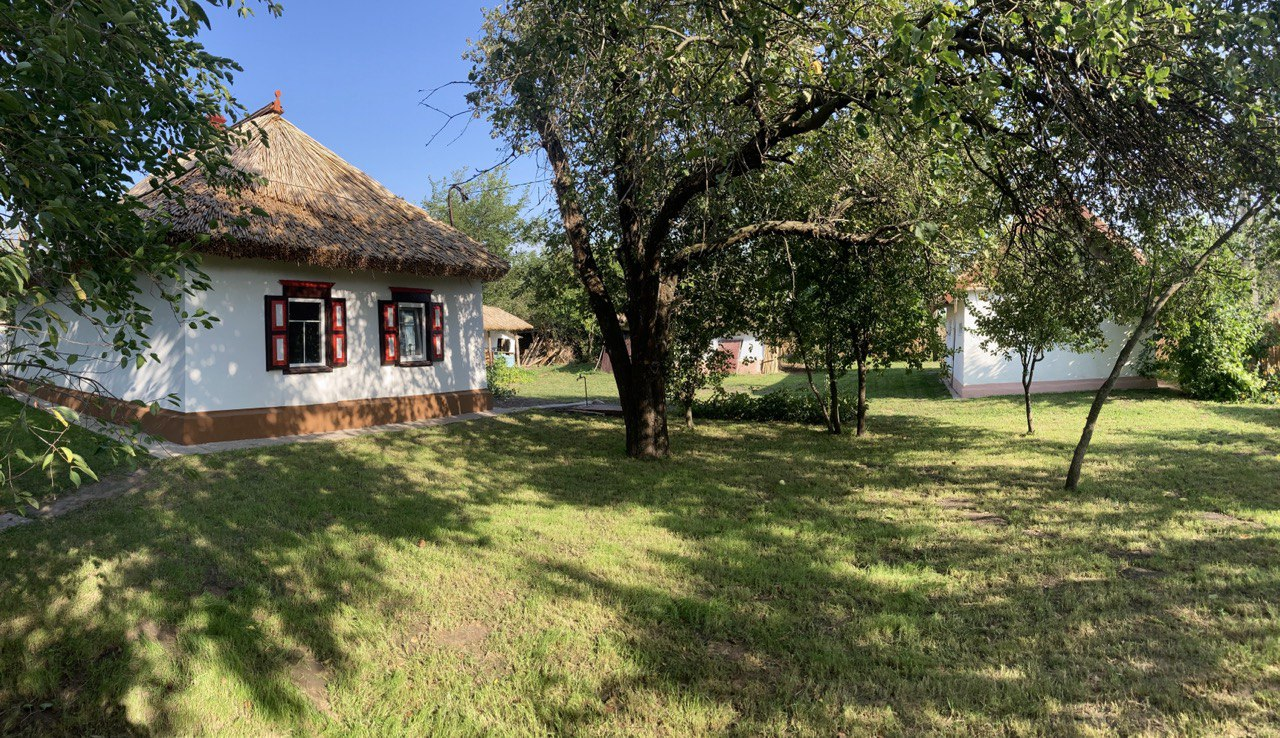
Садиба "Старий Мохнач"

Старий Мо́хнач — село в Україні, у Золотоніському районі Черкаської області. Входить до складу Чорнобаївської селищної громади.

## Населення
За даними перепису 2001 року в селі мешкало 113 осіб.

### Мовний склад
Рідна мова населення за даними перепису 2001 року:
| Мова       | Чисельність, осіб | Доля     |
| ---------- | ----------------- | -------- |
| Українська | 109               | 96,46 %  |
| Російська  | 4                 | 3,54 %   |
| Разом      | 113               | 100,00 % |